# Metalhead (album)
Metalhead è il quattordicesimo album dei Saxon, uscito il 9 novembre 1999 per l'etichetta discografica Steamhammer/SPV GmbH.

## Il disco
Presenta un ulteriore cambio di formazione con l'arrivo del tedesco Fritz Randow alla batteria al posto di Nigel Glockler, dimissionario a causa di problemi di salute. Anche a livello musicale si può notare un ennesimo cambio di rotta: il disco è influenzato da sonorità moderne (la title track per esempio), mentre nelle canzoni più classicheggianti si respira un'aria tendente allo speed metal (Conquistador, All Guns Blazing). Il disco venne comunque ben recepito sia dal pubblico che dalla stampa.

## Tracce
1. Intro – 1:24
2. Metalhead – 4:52
3. Are We Travellers in Time – 5:17
4. Conquistador – 4:42
5. What Goes Around – 4:24
6. Song of Evil – 4:12
7. All Guns Blazing – 3:53
8. Prisoner – 4:12
9. Piss Off – 4:04
10. Watching You – 5:18
11. Sea of Life – 8:11

- Canzoni di Byford/Quinn/Scarrat/Carter tranne l'Intro di Glockler.

## Formazione
- Biff Byford - voce
- Paul Quinn - chitarra
- Doug Scarrat - chitarra
- Nibbs Carter - basso
- Fritz Randow - batteria

### Altri musicisti
- Chris Bay - tastiere
- Nigel Glockler - tastiere nell'Intro